# Ernst Nebhut
Ernst Hermann Johannes Nebhut (* 26. Juni 1898 in Grünberg; † 4. Juni 1974 in Frankfurt am Main) war ein deutscher Schriftsteller, Librettist und Drehbuchautor.

## Leben und Wirken
Der Sohn des Metzgers und Gastwirts Hermann Nebhut hatte zunächst als Schriftsteller gearbeitet und Bühnenstücke (bzw. Operetten als Librettist) wie Der Stundenhändler, Die Vergessenen, Geliebte Manuela, Der kleine Herr Niemand, und 13 Hufeisen veröffentlicht. Dabei kam es dort wie später auch beim Film, für den Nebhut seit kurz vor Ende des Zweiten Weltkriegs Drehbücher zu verfassen begann, zur regelmäßigen Zusammenarbeit mit dem Kollegen Just Scheu. Diese hatte schon während Scheus Tätigkeit beim Rundfunk begonnen. Gemeinsam schufen die beiden einige musikalische Lustspiele als Sonderform der Operette. Besonders erfolgreich waren Der Mann mit dem Zylinder, Ein Engel namens Schmitt, Pariser Geschichten und Die schöne Lügnerin, die 1959 mit Romy Schneider in der Hauptrolle verfilmt wurde. Die Dreiakter zeichnen sich dadurch aus, dass sie keine ausgebildeten Stimmen verlangen. Sämtliche Lieder sind in mittlerer Stimmlage gesetzt, sodass sie von musikalisch begabten Schauspielerinnen und Schauspielern mühelos bewältigt werden können. Von der Personenzahl her genügt stets eine kleine Besetzung, auch was das Orchester anbelangt. Als geeignete Spielorte kommen somit nicht die großen Bühnen in Betracht, sondern Kammertheater.
Scheu/Nebhut-Manuskripte, die das Team vor allem für das Kino der frühen Adenauer-Jahre verfasste, bewegten sich im reinen Unterhaltungsbereich und besaßen keinerlei intellektuellen Anspruch. Immerhin gelang den beiden 1953 mit dem Rühmann-Lustspiel Keine Angst vor großen Tieren ein beachtlicher Publikumserfolg. Im Jahr 1958 gelang Zarah Leander mit dem Musical Madame Scandaleuse nach einem Text Nebhuts ein großer Erfolg. In späteren Jahren schrieb Ernst Nebhut vor allem für das Fernsehen und erneut für die Bühne. In seinen letzten Lebensjahren wurde Nebhut Hausautor des Frankfurter Volkstheaters. So schrieb er 1971 dessen Gründerin Liesel Christ das hessische „Volksmusical“ Zur scheene Fraa quasi auf den Leib und bescherte damit dieser kleinen Dialekt-Bühne ihren ersten großen Erfolg.
Nebhut stand 1944 in der Gottbegnadeten-Liste des Reichsministeriums für Volksaufklärung und Propaganda.

## Buchveröffentlichungen
- Der Stundenhändler. ein Spiel in fünf Szenen. Drei-Masken-Verlag, Berlin 1947, OCLC 251740412.
- Der Teufel stellt Monsieur Darcy ein Bein. tragische Komödie in fünf Szenen. Bühnenvertrieb Der Kreis-Verlag, Berlin-Halensee, 1948, OCLC 971610166.
- 25 Jahre Frankfurter Stadion. Imke, Frankfurt am Main, 1950 OCLC 609974497.
- Eau de Cologne. Auszüge der Texte der Lieder aus Eau de Cologne, Komödie in drei Akten. Musik: Gerhard Jussenhoven, Apollo-Textheft. 3., Apollo-Verlag, 1964, OCLC 164732251.
- Ihre Noten Herr Compositeur. Mit Mozart auf Reisen. Brönner Verlag Breidenstein, Frankfurt am Main 1970, OCLC 246517139.
- Nie wieder auf den Fussballplatz. Limpert, Frankfurt am Main, 1972, OCLC 74120987.
- Treffpunkt Hauptwache. 2. Auflage.  Kramer, Frankfurt am Main 1972, ISBN 3-7829-0137-1. (3. Auflage. 1989, ISBN 3-7829-0346-3)
- Zur scheene Fraa. 1973 OCLC 714057523
- Feine Leut' von heut’. 1973 OCLC 714057740
- Goldiges Frankfurt. Kramer, Frankfurt am Main 1973, ISBN 3-7829-0147-9.
- Frankfurter Straßen und Plätze. 2. Auflage. Societäts-Verlag, Frankfurt am Main 1978, ISBN 3-7973-0261-4. (mit Zeichnungen von Ferry Ahrlé)
- Oh, dieses Frankfurt! 2. Auflage. Kramer, Frankfurt am Main 1989, ISBN 3-7829-0383-8.

## Filmografie
- 1941: Männerwirtschaft (Liedtexte) – Regie: Johannes Meyer
- 1944/49: Freitag, der 13. – Regie: Erich Engels
- 1950: Der Schatten des Herrn Monitor
- 1950: Mädchen mit Beziehungen  – Regie: Ákos von Ráthonyi
- 1951: Der Teufel führt Regie – Regie: Kurt Meisel
- 1951: Kommen Sie am Ersten
- 1951: Königin einer Nacht
- 1952: Meine Frau macht Dummheiten
- 1953: Keine Angst vor großen Tieren
- 1953: Einmal kehr’ ich wieder
- 1953: Die Privatsekretärin
- 1954: Clivia – Regie: Karl Anton
- 1954: Ein Engel namens Schmitt (Fernsehfilm)
- 1954: Schützenliesel
- 1955: Der Mann mit dem Zylinder – Regie: Fritz Umgelter (Fernsehfilm)
- 1956: Pariser Geschichten (Filmvorlage) – Regie: Just Scheu (Fernsehfilm)
- 1957: Zwei Herzen voller Seligkeit – Regie: J. A. Holman
- 1957: …und die Liebe lacht dazu – Regie: Robert A. Stemmle
- 1957: Die schöne Lügnerin – Regie: Rolf Kutschera (Fernsehfilm)
- 1959: Die schöne Lügnerin
- 1961: Die göttliche Jette – Regie: Alfred Braun (Fernsehfilm)
- 1962: Ein Engel namens Schmid – Regie: Peter Wheis (Fernsehfilm)
- 1963: Plüsch, Plissees und Pleureusen – Regie: Peter Hamel (Fernsehfilm)
- 1963: Star ist heut’ der Gassenhauer – Regie: Peter Hamel (Fernsehfilm)
- 1964: Im Tingeltangel tut sich was – Regie: Helmut Weiss (Fernsehfilm)
- 1964: Ein Engel namens Schmitt – Regie: Gerhard Metzner (Fernsehfilm)
- 1967: Astoria – Regie: Peter Dörre (Fernsehfilm)
- 1967: Ein Engel namens Schmitt – Regie: Peter Dörre, August Rieger (Fernsehfilm)
- 1969: Königin einer Nacht – Regie: Wolfgang Schleif (Fernsehfilm)
- 1969: Hals- und Beinbruch – Regie: Ferry Olsen (Fernsehfilm)
- 1970: Die Preußen kommen – Regie: Danielo Devaux (Fernsehfilm)
- 1971: Der Vereinsmeier – Regie: Eugen York (Fernsehserie, 6 Folgen)

## Hörspiele
Autor:
- 1947: Der Teufel stellt Monsieur Darcy ein Bein – Regie: Paul Verhoeven (Hörspielbearbeitung – Radio München)
- 1950: Just Scheu und Ernst Nebhut: Der Mann mit dem Zylinder. Musikalische Komödie – Regie: Karlheinz Schilling (Hörspielbearbeitung – HR)
- 1951: Ernst Nebhut und Just Scheu: Kleiner Mann im großen Rennen – Regie: Gerd Beermann (Original-Hörspiel – SWF)
- 1952: Just Scheu und Ernst Nebhut: Der Mann mit dem Zylinder. Eine musikalische Komödie – Bearbeitung und Regie: Fritz Benscher (Hörspielbearbeitung – BR)
- 1953: Just Scheu und Ernst Nebhut: Ein Engel namens Schmitt – Regie: Otto Kurth (Hörspielbearbeitung – NWDR Hamburg), mit Heinz Rühmann, Bayerischer Rundfunk, Universal Music, Die Audiothek, Berlin, 2004 OCLC 254061604
- 1955: Just Scheu und Ernst Nebhut: Die schöne Lügnerin. Musikalische Komödie – Regie: Fritz Benscher (Hörspielbearbeitung – BR)
- 1962: Der Stundenhändler – Regie: Otto Kurth (Hörspiel – WDR)